# Thierry Taberner
Thierry Taberner est un footballeur français né le 21 février 1962 à Port-Saint-Louis-du-Rhône. Il évolue au poste de défenseur du début des années 1980 au début des années 1990.
Formé au FC Martigues, il joue ensuite notamment au Sporting Toulon, à l'Avignon Football 84 et au SC Bastia.

## Biographie
Après une carrière entre Première et Deuxième division démarrée au FC Martigues, Thierry Taberner est appelé par Pascal Dupraz, qu'il avait côtoyé au Sporting Toulon. Celui-ci le convainc de s'engager avec le FC Gaillard, alors en Division d'Honneur régionale, en 1993. Dupraz dira de lui que son comportement fut alors remarquable, pour exemple qu'il n'« a jamais demandé aucun centime au club », et a, d'après son témoignage, « toujours refusé les primes de matches ».

## Carrière
- 1980-1987 : Football Club de Martigues  France
- 1987-1989 : Sporting Toulon Var  France
- 1989-1990 : Association de la jeunesse auxerroise  France
- 1990-1991 : Athlétic Club arlésien  France
- 1991-1993 : Sporting Club de Bastia  France
- 1993-2000 : Football Club de Gaillard  France[3]